# Sabicea liberica
Sabicea liberica är en måreväxtart som beskrevs av Frank Nigel Hepper. Sabicea liberica ingår i släktet Sabicea och familjen måreväxter.
Artens utbredningsområde är Liberia. Inga underarter finns listade i Catalogue of Life.